# موزه رشت
موزه شهر رشت، یا به‌طور رسمی موزهٔ ملی رشت، سابقاً خانه میرزا حسین خان کسمائی آزادیخواه، شاعر و روزنامه‌نگار معروف و از رجال دوره مشروطیت و نهضت جنگل بود که در سال ۱۳۴۹ توسط وزارت فرهنگ و هنر جهت تبدیل به موزه خریداری گردید. بخشی از این بنا در دهه ۵۰ با نظارت وزارت ارشاد اسلامی در مدت ۶ ماه، تبدیل به موزه شد.
این موزه نخستین موزهٔ ملی ایران است.

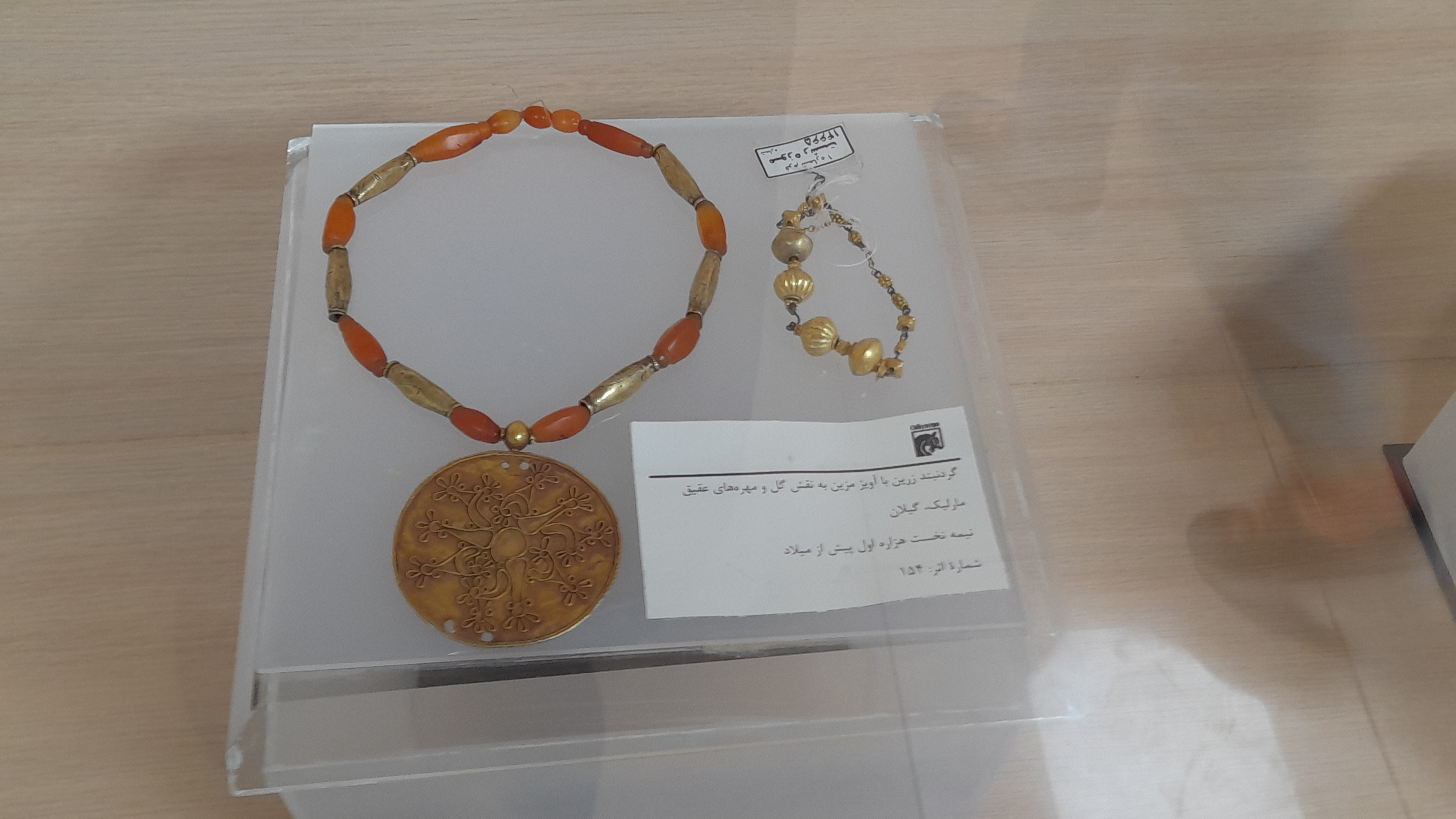
گردنبند طلا با آویز مزین به نقوش گل و مهره‌های عقیق نیمه اول هزاره اول پیش از میلاد مارلیک گیلان شماره ثبت در موزه رشت ۱۵۴

این موزه واقع در خیابان طالقانی (بیستون) ـ روبروی زایشگاه دکتر فامیلی می‌باشد. در حال حاضر چهار موزه رشت، اکوموزه میراث روستایی در سراوان، موزه تخصصی چای (آرامگاه کاشف السلطنه) در لاهیجان و موزه درزی ماسوله به عنوان موزه‌های تحت نظارت سازمان میراث فرهنگی در استان گیلان هستند.
ساختمان موزه رشت دارای قدمتی در حدود ۷۰ سال و با زیربنای ۵۶۰ مترمربع می‌باشد. موزه رشت با تشکیل سازمان میراث فرهنگی کشور در اختیار مدیریت و برنامه‌ریزی موزه‌ها و نمایشگاه‌ها قرار گرفت و پس از مرمت اساسی در تاریخ ۱۰ مهر ۱۳۶۷ بازگشایی شد، موزه رشت از دو بخش مردم‌شناسی و باستان‌شناسی تشکیل شده است. بخش مردم‌شناسی به صحنه‌های بازسازی شده از زندگی مردم و تندیس بومی گیلان تشکیل شده است و بخش باستان‌شناسی موزه به اشیاء و آثار باستان‌شناسی کشف شده در نقاط مختلف گیلان به ویژه تپه‌های مارلیک رودبار، تالش، دیلمان و … اختصاص داد. یک گورستان باستانی و مجموعه سنگ قبرها نیز در این بخش قرار دارد.